# إليزابيث كان (لاعبة كرة الريشة)
إليزابيث كان (بالإنجليزية: Elizabeth Cann) هي لاعبة كرة الريشة بريطانية، ولدت في 21 مارس 1979 في Redhill, Surrey ‏ في المملكة المتحدة.

## وصلات خارجية
- إليزابيث كان على موقع BWF.tournamentsoftware.com (الإنجليزية)
- إليزابيث كان على موقع BWFbadminton.com (الإنجليزية)
- إليزابيث كان على موقع اتحاد ألعاب الكومنولث (مؤرشف) (الإنجليزية)
- إليزابيث كان على موقع اتحاد ألعاب الكومنولث (مؤرشف) (الإنجليزية)
- إليزابيث كان على موقع اتحاد ألعاب الكومنولث (مؤرشف) (الإنجليزية)